# Abd Allah Hamduk
Abd Allah Hamduk, arab. ‏عبد الله حمدوك‎ (ur. w 1956 w Kordofanie) – sudański ekonomista i polityk, były urzędnik Organizacji Narodów Zjednoczonych, w latach 2019–2021 i ponownie w latach 2021–2022 premier Sudanu.

## Życiorys
Absolwent Uniwersytetu Chartumskiego oraz Uniwersytetu Manchesterskiego (magisterium i doktorat).
Po studiach pracował m.in. jako urzędnik w sudańskim ministerstwie finansów i planowania gospodarczego (1981–1987), doradca w Międzynarodowej Organizacji Pracy (1995–1997), główny ekonomista w Afrykańskim Banku Rozwoju (1997–2001). W latach 2001–2018 z krótką przerwą pracował w Komisji Gospodarczej Narodów Zjednoczonych ds. Afryki, od 2011 jako zastępca sekretarza wykonawczego.
17 sierpnia 2019 sudańska opozycja wskazała go jako kandydata na premiera rządu tymczasowego w ramach porozumienia z rządzącą Sudanem od kwietniowego zamachu stanu Tymczasową Radą Wojskową. Został zaprzysiężony na urząd 21 sierpnia 2019.
25 października 2021 został aresztowany wraz z członkami swojego gabinetu. Przewodniczący Rady Suwerennej Abd al-Fattah Abd ar-Rahman al-Burhan podjął decyzję o ogłoszeniu stanu wyjątkowego i godziny policyjnej oraz rozwiązaniu Rady Suwerennej i rządu, w związku z wcześniejszą odmową wykonania dekretu przewodniczącego Rady Suwerennej przez premiera.
21 listopada 2021 na mocy porozumienia pomiędzy juntą wojskową a ugrupowaniami politycznymi w Sudanie, zawartego dzięki mediacji Organizacji Narodów Zjednoczonych i Stanów Zjednoczonych odzyskał władzę.
2 stycznia 2022 podał się do dymisji.